# 爐堆子窯址
爐堆子窯址位於重慶市合川區鹽井鎮塘壩村五社，文物遺址年代為宋-明，2009年12月15日列為第二批重慶市文物保護單位。